# Noboru Yamaguchi
Noboru Yamaguchi (jap. ヤマグチノボル Yamaguchi Noboru) (ur. 11 lutego 1972 w Hitachi, zm. 4 kwietnia 2013 w Niigacie) – japoński autor light novel i twórca scenariuszy powieści wizualnych.

## Życiorys
Urodził się 11 lutego 1972 w Hitachi. Ukończył nauki polityczne na prywatnym Uniwersytecie Meiji. W 2000 roku zadebiutował w tworzeniu light novel, publikując w wydawnictwie Kadokawa Sneaker Bunko (części Kadokawa Shoten). W 2004 roku zaczął wydawać swoją najbardziej znaną powieść wizualną – Zero no Tsukaima, która ukazywała się do 2011 roku. Ostatni, 21. tom ukazał się po śmierci Yamaguchiego, w lutym 2016 roku. W lutym 2011 roku Yamaguchi wyznał publicznie, że cierpi na zaawansowany, nieoperacyjny nowotwór. Trzy miesiące później, przy zabiegu usuwającym kamicę żółciową, lekarze stwierdzili, że resekcja guza jest możliwa. Przeszedł operacje jesienią 2011 i 2012 roku. Zmarł 4 kwietnia 2013 w Niigacie; pochowano go pięć dni później.
1 listopada 2011 został zaproszony na galę z okazji 10. rocznicy powstania Amazon.co.jp, gdzie został włączony do panteonu sław w sekcji „autorów japońskich książek”.

## Ważniejsze dzieła
Light novel:
- Zero no Tsukaima (2004-2016)
- Green Green (2003)
- Strike Witches (2006-2008)

Scenariusze powieści wizualnych:
- Canary (2000)
- Yukiuta (2003)
- Shiritsu Akihabara Gakuen (2003)
- Makai Tenshi Djibril (2004)
- Sorauta (2005)
- Boy Meets Girl (2006)
- Hoshiuta (2008)